# Honest Lullaby
Albums de Joan Baez
Blowin' Away
(1977) Live Europe '83
(1984)
Honest Lullaby est un album de Joan Baez sorti en 1979, et son dernier jusqu'en 1987.

## Titres
Toutes les chansons sont écrites et composées par Joan Baez, dont le titre Honest Lullaby écrit pour son fils.
| 1. | Let Your Love Flow (en)          | Larry E. Williams  | 2:56 |
| 2. | No Woman, No Cry                 | Vincent Ford       | 3:57 |
| 3. | Light a Light                    | Janis Ian          | 3:22 |
| 4. | The Song at the End of the Movie | Pierce Pettis (en) | 2:51 |
| 5. | Before the Deluge                | Jackson Browne     | 5:21 |

| 6.  | Honest Lullaby       |                                         | 4:02 |
| 7.  | Michael              |                                         | 6:05 |
| 8.  | For Sasha            |                                         | 4:44 |
| 9.  | For All We Know (en) | John Frederick Coots, Sam M. Lewis (en) | 2:42 |
| 10. | Free at Last         | Joan Baez, George Jackson               | 2:25 |

## Musiciens
- Joan Baez : chant, guitare
- Hill Abrahams : violon
- Barry Beckett : claviers
- Larry Byrom : guitare
- Pete Carr : guitare
- James Crozier : violoncelle
- Roger Hawkins : batterie
- David Hood : basse
- Jimmy Johnson : guitare
- Charlie McCoy : harmonica
- Ava Aldridge, George Jackson, Lenny LeBlanc, Mac McAnally, Cindy Richardson, George Soulé, Eddie Struzick, Marie Tomlinson : chœurs